# Mk14 (魚雷)
Mk.14は、アメリカ合衆国が開発、運用した対水上艦用無誘導魚雷で、第二次世界大戦時に標準的な潜水艦用の魚雷として使用された。

## 性能
アルゴノート級にて初めて採用された短胴型魚雷で、Mk.10魚雷の発展型である。全長は当時日本海軍やドイツ海軍の潜水艦が使用していた53cm魚雷より約1m、イギリス海軍の潜水艦が使用していたMk.8よりも約60cm短いものである。その影響もあって、同時期に使用されていた他国の空気魚雷と比較すると弾頭の重量や射程はやや劣っていた。

## 運用

### 開戦時
第二次世界大戦開戦時、Mk.14は磁気信管と触接信管が両方装備されたMk.6信管を使用していた。ところが、Mk.14が使用されると、深度調定機構の不具合による過深航走や磁気信管の早期爆発など、多くの欠点が発覚した。アメリカ海軍では戦前から磁気信管の改良は行われていたものの、高価な魚雷を試験として爆発させることが禁止されており、不具合の確認ができないまま戦争を行うことになってしまったことが影響したとされる。一方の触接信管は若干強度不足の面があり、命中した角度によっては不発の可能性もある状態であったが、実用レベルにはあると判断された。開戦後まもなくして一部の部隊では磁気信管の使用を禁止し、取り外して使用された。しかし、兵站局側は磁気信管の欠陥を認めず取り外しできないようにする措置を講じ、それに対抗して部隊側は様々な手段を用いて取り外す努力を務めるなどのいざこざも起きたという。
これらの欠陥に加え、開戦直後には潜水艦魚雷自体の在庫が数百発しかなく、Mk.14の月産量は60発が限界という状態であった。魚雷の生産拡大計画も持ち上がっていたものの、空気魚雷用の気室生産が進まず、急速に生産増加も図れない状態であった。そのため、米海軍は生産が容易な電池魚雷の採用を決断したが、開発や試験時の問題修正に時間がかかったため、米海軍は魚雷不足と性能不良に悩まされたまま開戦後の1年半を戦うこととなった。

### 失敗した改良
1943年秋から電気で推進するMk.18が投入され、Mk.14も1943年春から兵站局により改良型信管を搭載したものが供給された。これにより部隊側も磁気信管の使用禁止を取り消したが、実際に使用されると動作が不安定で信頼性は相変わらず悪い状態であった。更に、触接信管は構造変化によって強度不足が悪化しており、命中しても簡単に動作不良を起こして不発する事態が多発した。
ガトー級潜水艦の「ティノサ」では、第三図南丸に向けて魚雷12本を発射・命中させて爆発したのが1本もしくは2本のみという事態が起き、これらを筆頭に前線から魚雷不発の報告が相次いだ。ティノサ艦長のローレンス・R・ダスピットは、米海軍太平洋艦隊司令長官チェスター・ニミッツ大将に直訴を行い、太平洋艦隊は1943年春から大規模な調査を開始した。

### 改善後
大規模な調査の結果、Mk.14には深度調定機構と信管に重度の欠陥があることが判明し、太平洋艦隊は魚雷に対する大規模な改善工事実施を命じた。磁気信管は廃止となり、触接信管は撃針の改良が施され、これらの改善が行われた信管を装備したMk.14は、1943年9月以降に使用が開始された。加えて弾頭に搭載する炸薬として、TNTから最大1.5倍以上の破壊力を持つトーペックスが使用されることとなった。これによりアメリカ海軍の魚雷は、それまで他国の魚雷に比べて破壊力が劣るレベルから同等以上の破壊力を持つようになった。ただし、この炸薬は他国の炸薬と比べて不安定な面があり、Mk.18などの保温が必要な電池魚雷に搭載すると爆発する危険性があったため、取り扱いには細心の注意が図られた。
これらの改善が行われたことにより、米海軍は開戦1年半を経てようやく問題が無い潜水艦魚雷を使えるようになった。後に米海軍の潜水艦部隊が通商破壊戦に力を注いだこともあって、最終的に日本商船およそ400万トン以上を沈めるなど大きな打撃を与えた。また、Mk.14の改良型は40年以上米海軍で使用された他、発足直後の海上自衛隊でも採用された。